# Луженьга (метеорит)
Луженьга — крупный (более 200 кг) каменный метеорит, обнаруженный в 30 км юго-западнее города Великий Устюг в бассейне реки Луженьга в 1994 году. По классификации метеорит относится к каменным хондритам типов LL3-LL4.

## История
После находки метеорита в 1994 году его исследования были начаты, как только в Великоустюжский краеведческий музей Н. Г. Мамарыковым был передан отколотый фрагмент метеорита весом в 230 г. В июне 1996 года была предпринята кратковременная экспедиция в район находки метеорита, которая подтвердила его внеземное происхождение.

## Угол падения
Ориентируясь на образованную при падении метеорита яйцевидную форму воронки, удлинённая ось которой указывает на сломанную на шестиметровой высоте от поверхности земли сосну, исследователями метеорита был сделан вывод, что он падал с юго-запада на северо-восток под углом 53° к горизонту.

## Состав
Фазово-минералогический состав метеорита: оливин (форстерит), клинопироксен, ортопироксен (бронзит), ильменит, титанобиотит, плагиоклазовое стекло, камасит. Фазово-минералогический состав хондр метеорита: плагиоклаз и пироксен.

## Критика
На сайте Лаборатории метеоритики ГЕОХИ РАН, где также исследовался химический состав этого метеорита, его находка названа «неудавшейся», а слово «метеорит», по отношению к метеориту Луженьга дано в кавычках. Вместе с тем каких-либо обоснований сомнения в неземном происхождении этого метеорита на сайте лаборатории не дано вовсе.